# Oshkosh (thị trấn), Wisconsin
Oshkosh là một thị trấn thuộc quận Winnebago, tiểu bang Wisconsin, Hoa Kỳ. Năm 2010, dân số của thị trấn này là 2.374 người.